# تضاريس متكسرة (فلك)

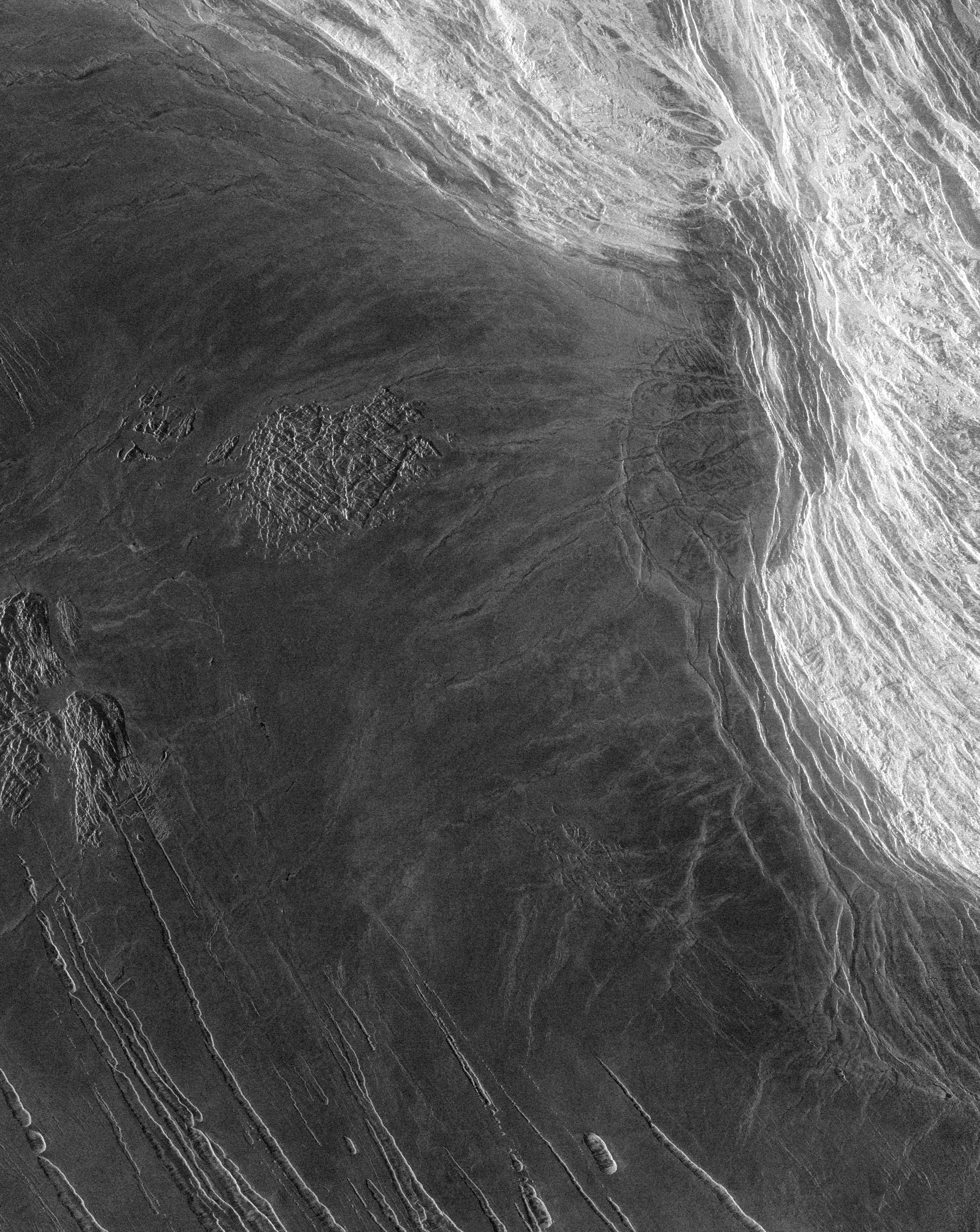
صورة رادارية ملتقطة من مركبة ماجلان لجبل ماكسويل، تظهر التضاريس المتكسرة باللون الأبيض إلى اليمين، والجهة اليسرى الداكنة تمثل الطرف الشرقي لسهل لاكشمي.

تضاريس متكسرة (بالإنجليزية: Tessera)‏ (جمع: المتكسرّات؛ tesserae)(أ)، تضاريس عالية التشوه على سطح كوكب الزهرة تبدو بشكل مساحات واسعة من أنماط فسيفسائية مستمرة ومما يميزها أنها تتكون من تفاعل تأثيرين أو أكثر من التأثيرات التكتونية وذات طوبوغرافيا عالية ينتج عنها تشتت خلفي قوي لموجات الرادار، كما وتتشكل في بعض الأحيان من أقدم المواد في الموقع الذي توجد فيه، توجد عدة أنواع من المتكسرات ومن غير المعروف حاليًا فيما إذا كانت ناتجة عن تفاعل وشاح كوكب الزهرة مع الضغوط التي تسببها القشرة أو الغلاف الصخري، أو أن التنوع في المواقع المختلفة ناتج عن عمليات تكوين وإنهيار هضاب القشرة، توجد نماذج متعددة لكيفية تشكيلها ومن الضروري إجراء المزيد من الدراسات لسطح الكوكب لفهم هذه التضاريس بشكل أعمق.

## الإستكشاف
تمكنت المركبة المدارية بايونير التي أجرت مسح راداي لسطح الكوكب من تشخيص وجود مناطق ذات خصائص شاذة في تشتيتها لموجات الرادار، باستعمال تصوير رادار الفتحة التركيبية كشفت المركبات المدارية فينيرا 15 و16 أن هذه المناطق عبارة عن مساحات مفروشة بقطع متكسرة عشوائية التوجيه وأسماها العلماء السوفييت اسم «باركيت»(ب) ليتغير لاحقًا إلى المتكسرات، أحدث البيانات التي تم جمعها حول المتكسرات قادمة من مهمة ماجلان التي قامت بمسح سطح كوكب الزهرة بدقة عالية حوالي (100 متر/بكسل)، ستوفر البعثات المستقبلية المزيد من فهم هذه التضاريس.

## الموقع
تغطي المتكسرات ما يقارب 7.3% من مساحة سطح الزهرة أي ما يقارب ({\displaystyle 33.2\times 10^{6}\ km^{2}}) وبشكل أساسي تظهر في عدد محدود من المناطق الواسعة ما بين خطوط الطول (0-°150 شرقًا) ولمسافة كبيرة من مركز إمتداد القشرة في مرتفعات أفروديت وحتى مركز تقارب القشرة في مرتفعات عشتار وتظهر داخل هضاب القشرة.

تخطيط توضيحي لمناطق تواجد التضاريس المتكسرة (المخططة باللون الأبيض) على خريطة المعلومات الجغرافية للزهرة.

المتكسرات الداخلية تسمية تطلق على التضاريس المتكسرة الغير واقعة داخل هضبة قشرة وقد تمثل مناطق لإنهيار تلك الهضاب، يتم تعليم هذه التضاريس باستخدام خطوط العرض وإلحاق كلمة (منطقة) بالإسم إذا تواجدت عند المناطق الإستوائية والجنوبية وكلمة (متكسرات) في المناطق الشمالية.
أهم مناطق المتكسرات:
- مرتفعات أفروديت
- منطقة ألفا
- منطقة بيتا
- متكسرات فورتونا
- منطقة أوفدا [الإنجليزية]

## التكوين
تمثل المتكسرات الماضي القديم من الغلاف الصخري الرقيق الشامل للزهرة حيث لم تتأثر بعمليات إعادة تشكيل السطح للكوكب، أُعتقد في العديد من الأبحاث أن المتكسرات ذات تشكيل طبقي يشبه (قشرة البصل) تمتد أسفل المسطحات على كامل الكوكب، مع ذلك النماذج المقبولة حاليًا تدعم أنها تكوينات مناطقية، تم طرح العديد من النماذج لشرح تكوين التضاريس المتكسرة أكثرها مقبولية (إنخفاض الوشاح) و (القارات النابضة)، وضع نموذج آخر لتكونها نتيجة بركة الحمم الناتجة عن إصطدام نيزك متفجر بالرغم من أنه لم يكسب الكثير من التأييد في المجتمع العلمي بسبب الشك في قدرة تأثير النيزك على إنتاج ذوبان كافٍ لتشكيل هذه التضاريس، نموذج آخر وضع لتفسير تكون المتكسرات عن طريق (إرتفاع الوشاح) الذي كان شائعة لسنوات عديدة ثم تم التخلي عنه بسبب تناقض تفسيراته مع البيانات المرصودة.

### إنخفاض الوشاح
في نموذج إنخفاض الوشاح، تهبط طبقة الوشاح قد يكون بسبب الحمل الحراري مما يسلط ضغط على القشرة التي تنكمش لزيادة سماكتها ويحدث خلال توليد أنماط التكسرات على السطح، نتيجة زيادة السمك يحدث إرتداد إتزاني في القشرة نحو الأعلى يؤدي إلى دفع الأنماط المتكونه على السطح وإرتفاعها لتشكيل المتكسرات، لكن هذا النموذج لا يقدم تفسيرًا حاليًا لماذا يكون موقع المتكسرات داخل الهضاب القشرية وبدلاً من ذلك يتنبأ بأن التضاريس ستكون قببية الشكل.

### بركة الحمم الناتجة عن إصطدام كبير
في نموذج بركة الحمم، يحصل ذوبان نتيجة إصطدام نيزك متفجر كبير بالقشرة الصخرية الرقيقة ويؤدي لتكوين بركة حمم، تأثير الحمل الحراري الناتج عن هذه الحمم يعمل على تشويه السطح ما ينتج الأشكال المتكسرة ونتيجة إرتداد إتزاني ترتفع القشرة ليتولد شكل هضبة القشرة، هذا النموذج لا يشرح كيف يمكن للحمل الحراري أن ينقل قوة كافية تؤدي لحدوث تشويه في السطح الجاف يمد لكيلومترات.

### القارات النابضة
في هذا النموذج الغلاف الصخري المتباين منخفض الكثافة نجى من عمليات الإستخفاض الماضية مكونةً مناطق قارية، هذه المناطق تتعرض لضغط بفعل تسخين الوشاح المحيط بها ما ينتج أنماط المتكسرات المضغوطة مثل أحزمة الطيّات والدفع، ومرتفع حوض-قبة، بعد إزدياد سماكة القشرة يتكون غلاف صخري جديد ثم يحصل إنهيار بتأثير الوزن ينتج عنه الأنماط الممتدة من المتكسرات مثل (الخنادق الواسعة)، وخلال هذا الإنهيار يسبب تحرر الضغط ذوبان جزئي ينتج عنه عمليات بركانية مثل التي يمكن رؤيتها في المناطق الكبيرة من تضاريس المتكسرات، وهذا النموذج يتطلب أن تكون المادة التي تكوّن التضاريس المتكسرة ذات طبيعة قارية، لا يزال النموذج بحاجة إلى رحلات مستقبيلة إلى الزهرة لدراسة عينات من تراكيب السطح لدعم فرضياته، كما لا يقدم النموذج شرحًا حاليًا لكيف تقوم عملية الإستخفاض بتفكيك الغلاف الصخري بأكمله وتترك خلفها قشرة منخفضة الكثافة فقط.

تكوين المتكسرات حسب نموذج إنخفاض الوشاح.
نموذج بركة الحمم لتكوين المتكسرات.
نموذج القارات النابضة في تكوين التضاريس المتكسرة.

## أنماط المتكسرات
وجود أنماط متعددة من المتكسرات تدل على وجود فرق في تفاعل الوشاح مع الضغوط المحلية المختلفة، الإختلاف في الأنماط يجعل المتكسرات تظهر بأشكال متنوعة كثيرة، والترتيب التالي لتضاريس متكسرة تمت دراستها وهو على أساس تبيان الفوارق بينها وليس لتصنيفها:
التضاريس المطوية: سهلة التمييز عن طريق تراكيبها الخطية الواضحة، هذا النوع من التضاريس يتكون من تلال طويلة وأودية يزيد طولها عن 100 كيلومتر (62 ميل) وتتقطع بفعل تشكيلات أصغر ممتدة بشكل عمودي على محور طيّات التلال، من المحتمل أن سبب تكون هذا النمط يعود إلى التقلص أحادي الإتجاه.
تضاريس تدفق الحمم: سميت بذلك لتشابهها مع تدفقات حمم (باهويهوي) على سطح الأرض، تبدو بشكل مرتفعات منحنية طويلة، يعتقد أن هذه التضاريس قد تتشكل بفعل التشوه الناتج عن الإزاحة أو التشوه من حركة المواد تحت قشرة هذه القطع.
تضاريس شريطية: تظهر بشكل شرائط وطيّات متعامدة مع بعضها، الشرائط هي عبارة عن تضاريس بشكل أحواض طويلة وضيقة مجزأة بنتوءات ضيقة، يمكن العثور على التضاريس الشريطية في كل من هضاب القشرة الكبيرة والمتكسرات الداخلية.
تضاريس إس-سي: سميت بهذا الاسم لتشابهها مع (الأشكال الخطية التكتونية إس-سي) على الأرض، تتكون من تشكيلين أساسيين هما، (الطيات المقعرة) و (أحواض بطول 5-20 كيلومتر) التي تقطع الطيات عمموديًا، بخلاف الأنواع الأخرى من تضاريس المتكسرات، تبين تضاريس إس-سي إلى حدوث (تشوه بسيط قديم) وليس (تشوه معقد) ناتج عن الحركة الواسعة النطاق على كوكب الزهرة، كما يشير هذا النوع إلى أن الحركة الإنزلاقية في سطح كوكب الزهرة ممكنة الحدوث.
تضاريس التجويف والقبة: تعرف أيضًا بتضاريس خلية النحل تتكون من مرتفعات وأحواض منحنية بشكل (كرتون البيض)، تمثل هذه التشكيلات مراحل متعددة من التشوه كما انها أكثر أنماط المتكسرات تعقيدًا، يمكن إيجادها بشكل أساسي داخل مركز هضاب القشرة.
تضاريس نجمية: تتكون من إنخسافات متعددة وتشكيلات مختلفة الإتجاهات، لكنها تتوزع شعاعيًا بشكل يشبه النجمة، يعتقد أن أصل هذا النمط ناتج عن عمليات تكوين القباب تحت مناطق مشوهة ومتكسرة سابقًا، حيث يتسبب الإرتفاع في تكوين النمط الشعاعي النجمي.

## هامش
- أ: لا يوجد تعريب رسمي للمصطلح لكن كلمة (متكسرات) تمثل الوصف الأمثل للظاهرة.
- ب: «باركيت» مصطلح يشير إلى أشكال وتصاميم أرضيات خشبية متكونة من قطع متعددة كالفسيفساء.

## طالع أيضًا
- تضاريس عنكبوتية (فلك)
- جيولوجيا الزهرة
- علم براكين الزهرة
- جيولوجيا كوكبية
- الزهرة